# Or Yehuda
Or Yehuda (אור יהודה) est une petite ville israélienne à l'est de Tel Aviv.

## Histoire
Or Yehuda (« lumière de Yéhouda ») a été nommé en hommage au rabbin Yéhouda Hay Alkalay.
Dans la commune, les anciens villages arabes palestiniens sont Saqiya (en) et Kfar Ana (en) ; ils ont été totalement détruits lors de la guerre israélo-arabe en 1948. 
Un camp de transit (en hébreu ma'abara) a été établi là pour accueillir des immigrants juifs des pays arabes et musulmans. 
La ville nouvelle est construite en 1950, par une population de Juifs originaires d'Irak et des Juifs d’Afrique du nord.
Le 1er avril 2001, le Hamas fait huit blessés dans un attentat-suicide.

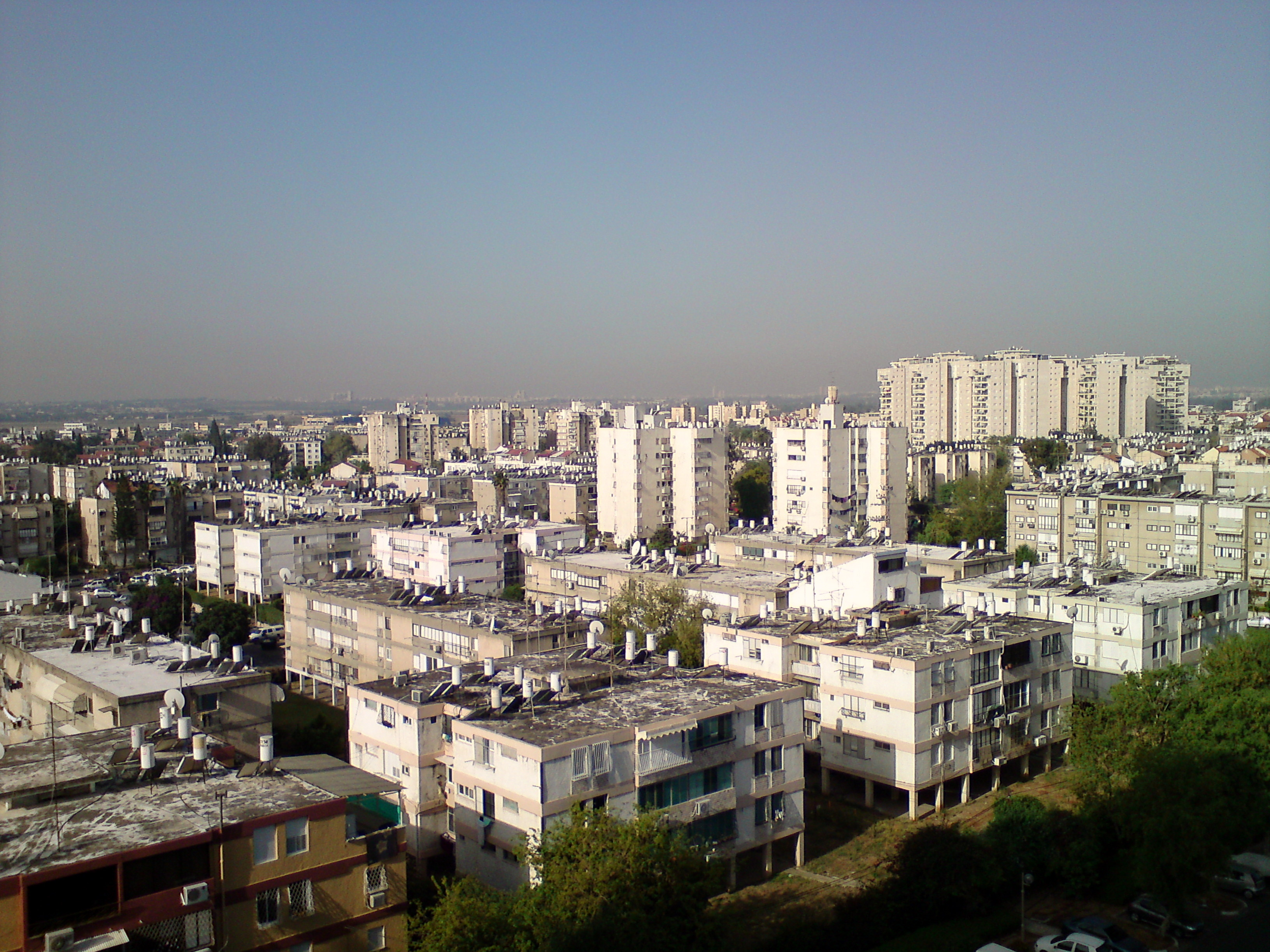
Vue d'Or Yehuda (2010)

## Personnalités
- Avraham Michaeli, homme politique